# Демидовский юридический лицей

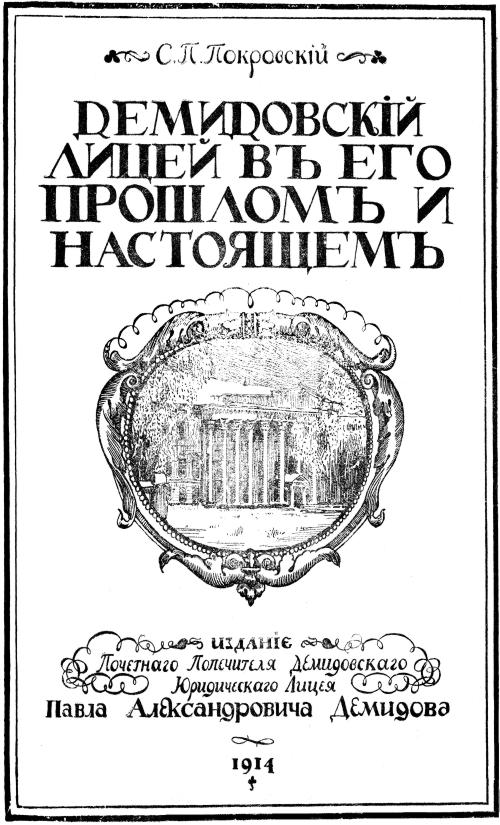

Ярославское Демидовское высших наук училище, Демидовский лицей, Демидовский юридический лицей — высшее учебное заведение в Ярославле, существовавшее в 1803—1918 годах.

## Ярославское Демидовское высших наук училище (1803—1833)

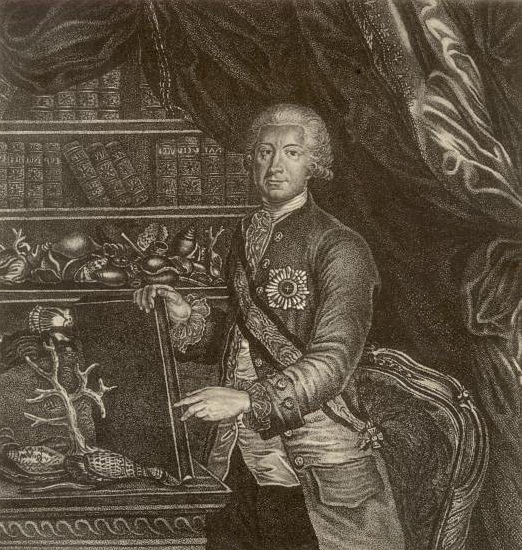
Павел Григорьевич Демидов

Основано по высочайшему указу Александра I от 6 (18) июля 1803 года на средства и по предложению Павла Григорьевича Демидова — на финансирование деятельности училища полностью шёл доход с вотчин Демидова в Ярославской губернии и 300 000 рублей. Занятия начались 13 августа 1804 года, а 29 апреля (11 мая) 1805 года состоялось торжественное открытие, на котором Иван Срезневский произнёс свою знаменитую речь «О любви к отечеству». Это было первое высшее учебное заведение в Ярославле. По статусу училище занимало «первую ступень непосредственно после центральных университетов, в Империи существующих».
В училище преподавали словесность древних языков и российское красноречие, философию, право естественное и народное, чистую и смешанную математику, естественную историю, химию и технологию, политическую историю и экономию с финансами, кроме этих предметов, изучались новые языки и Закон Божий. Проводились публичные лекции по физике, истории, химии и другим наукам. С 1819 года введено преподавание рисования, фехтования, музыки, танцев. Студенты, окончившие полный курс лицея, поступали на гражданскую службу с низшим, 14 классом.
Сначала числилось 13 преподавателей и 35 студентов (из них 20 обучались бесплатно), до 1810 года число учащихся не превышало 49, но уже в 1822 году число студентов достигло 109. Всего с 1805 по 1833 годы в училище прошли обучение 739 студентов из 26 губерний Российской империи. С 1809 по 1870 год при лицее действовал пансион.

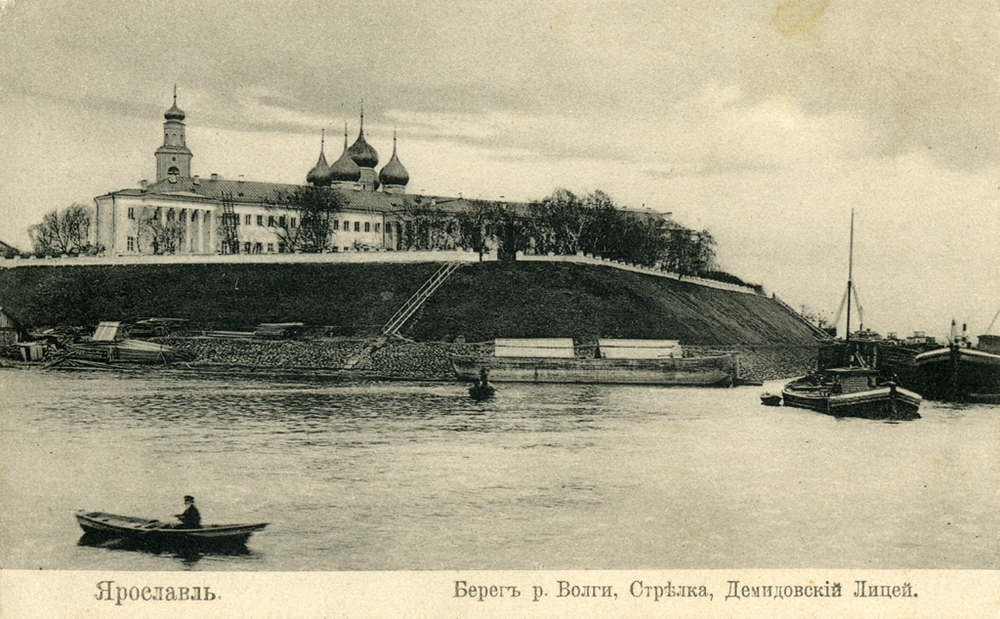
Вид на лицей с Волги

В 1804 году училищу передали двухэтажное здание, расположенное на острие Стрелки, где когда-то стоял дворец ярославских князей. В 1807 году здание реконструировали, а в 1813—1826 годах капитально перестроили и расширили по проекту архитектора Авраама Мельникова. Вокруг здания разбили сад. Демидовское училище заняло, таким образом, самое «выгодное» место в городе — в окружении деревьев, перед древним собором. Из его окон открывался прекрасный вид на водную гладь сливающихся Которосли и Волги.
В 1829 году на пересечении Парадной площади с Воскресенской улицей ярославским дворянством был открыт памятник основателю училища — Демидовский столп. Позднее вокруг него был разбит сад, получивший по столпу название Демидовский.
Отдавая предпочтение военным училищам и кадетским корпусам, Николай I высказывался за преобразование Демидовского лицея в кадетский корпус. И лишь заявление попечителя Московского учебного округа Д. П. Голохвастова, о том, что подобное решение послужило бы нарушением воли учредителя лицея П. Г. Демидова, предназначавшего его для распространения естественных наук в России, позволило училищу остаться гражданским.

## Демидовский лицей (1834—1868)
Указом Николая I от 2 (14) августа 1833 года училище с 1 (13) января 1834 года было преобразовано в Демидовский лицей. По новому уставу лицей находился в ведении Московского университета: им назначался штат сотрудников, который на момент преобразования составил 12 человек: директор, законоучитель, восемь профессоров и два лектора. Обучалось тогда 114 студентов, в том числе 40 бесплатно.

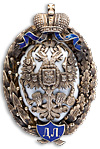
Знак об окончании лицея

Курс обучения в лицее был трёхлетний. Преподавались закон Божий, математика, физика, химия и технология, российская и латинская словесность, философия (в 1838—1846 её преподавал А. П. Аристов), естественная история, русское публичное, гражданское и уголовное право с их судопроизводствами, политическая экономия и финансы, российская и всеобщая история и статистика, немецкий и французский языки. Особое внимание обращалось на науки юридические и камеральные, прочие считались второстепенными.
В 1845 году лицей был переведён в подчинение попечителя московского учебного округа. Число профессоров сокращено до 6, а бесплатных мест до 20. Стали преподаваться политическая арифметика и бухгалтерия, зоология, ботаника и минералогия, сельское хозяйство, лесоводство и земледелие, законы государственного благоустройства, из преподавания исключены философия и естественная история. Выпускник мог поступать на службу с 12 классом. Лицею было позволено иметь свою типографию.
1 января 1847 года был введён новый устав, по которому главной целью Демидовского лицея ставилось «распространение основательных сведений по части камеральных наук в связи с отечественными законоведением».
В 1846—1849 годах в лицее преподавал законоведение, государственное право и финансы профессор Константин Ушинский — основоположник научной педагогики в России.
К 1866 году в лицее обучалось только 39 студентов, преподавал 1 профессор, 4 исполняющих должность профессора и 1 преподаватель.

## Демидовский юридический лицей (1868—1918)
По высочайше утверждённому 3 июля 1868 года четвёртому уставу лицей был приравнен к юридическому факультету университетов по составу преподаваемых предметов и по правам для выпускников. С этого времени он стал носить название Ярославский Демидовский юридический лицей. Курс обучения стал четырёхлетним. Лицей был открыт только 30 августа (11 сентября) 1870 года.

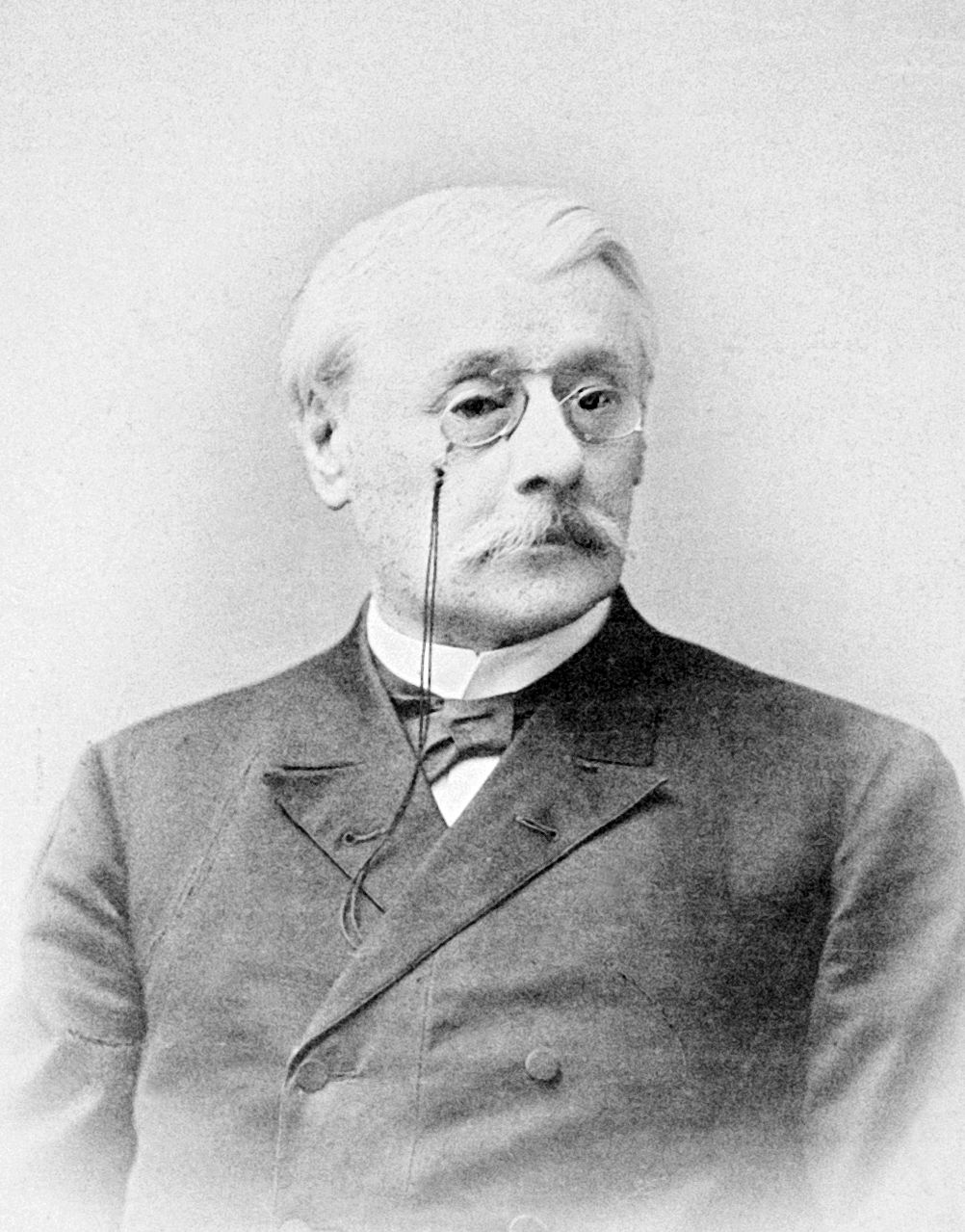
С. М. Шпилевский, директор лицея в 1885—1904 годах

В 1886 году для студентов лицея введена форменная одежда, та же, что и для студентов Императорского Московского университета. В начале 1892 года в лицее обучалось 169 студентов. В начале XX века его ежегодно заканчивали около 100 человек, пятая часть из них как кандидаты права.
Издавались «Временник» (более 100 томов), «Юридическая библиография» и «Юридические записки». В 1896 году при лице было образовано «юридическое общество», имевшее целью разработку теоретических и практических вопросов права, а также распространение юридических знаний. Стараниями Павла Демидова и профессорской корпорации за более чем столетний период существования лицея при нём образовалась богатейшая библиотека (100 тысяч томов), которой гордился и лицей и Ярославль. По юридической литературе она уступала только библиотеке Московского университета. Демидовский юридический лицей был учебным, научным и культурным центром Ярославской губернии. Городская общественность проявляла большой интерес к выступлениям профессоров лицея, а профессора стремилась к тому, чтобы сделать передовые знания и идеи достоянием ярославского общества.
В этот период в юридическом лицее преподавали многие известные правоведы — Иван Дитятин, Николай Суворов, Михаил Чубинский и другие. В разные годы здесь учились поэты Константин Бальмонт и Максим Богданович (в 1994 году ему был установлен памятник около главного корпуса Ярославского университета), писатель-фантаст Александр Беляев.
После революции студенты Демидовского лицея оказали ожесточённое сопротивление большевикам. Во время Ярославского восстания 1918 года, по воспоминаниям командовавшего отрядом студентов полковника Петра Злуницына, «Они дрались так храбро и с таким воодушевлением, что любо было смотреть. Мне приходилось наблюдать не один бой на Юго-Западном фронте, и я должен сказать, что мои солдаты никогда так храбро не ходили на врага, как эти студенты». Здание на Стрелке, ставшее одной из главных мишеней красной артиллерии, было разрушено; в огне охватившего его пожара погибла ценнейшая библиотека, включающая множество уникальных рукописных экземпляров.

## Проректоры и директора
См. также: Директора Демидовского лицея
- Яниш, Карл Иванович (1804—1809)
- Покровский, Герасим Фёдорович (1812—1814)
- Майков, Михаил Александрович (1824—1826)
- Клименко, Алексей Фомич (1828—1838)
- Голохвастов, Пётр Владимирович (1839—1848)
- Тиличеев, Николай Павлович (1848—1850)
- Коншин, Николай Михайлович (1850—1856)
- Ляпунов, Михаил Васильевич (1856—1864)
- Грифцов, Василий Павлович (1866—1868)
- Митюков, Каллиник Андреевич (1869—1870)
- Капустин, Михаил Николаевич (1870—1883)
- Кремлев, Николай Александрович (1883—1885)
- Шпилевский, Сергей Михайлович (1885—1904)
- Берендтс, Эдуард Николаевич (1904—1905)
- Чубинский, Михаил Павлович (1906—1909)
- Щеглов, Владимир Георгиевич (1910—1917)
- Ширяев, Валериан Николаевич (1917—1918)

## После 1918 года
В соответствии с декретом Совета народных комиссаров от 21 января 1919 года, Демидовский юридический лицей был преобразован в Ярославский государственный университет. Но уже в 1924 году он был закрыт в связи с реорганизацией системы образования, вызванной финансовыми трудностями в стране.
В 1970 году в Ярославле был открыт Ярославский государственный университет, считающий себя преемником закрытого в 1924 году вуза. В 1995 году ему было присвоено имя П. Г. Демидова. Современный университет заявляет также о своей преемственности по отношению к Демидовскому лицею.

## Печатные издания
Временник Демидовского юридического лицея издавался книгами (всего 112) в Ярославле с 1872 по 1914 год. Редакторы — директора лицея: С. М. Шпилевский; с книги 89 (1904 год) Э. Н. Берендтс; с книги 91 (1906 год) М. П. Чубинский; с книги 99 (1910 год) В. Г. Щеглов.
В Официальном отделе «Временника» публиковались извлечения из протоколов заседаний Совета лицея, списки студентов, принятых в лицей и другое. В Неофициальном — лекции профессоров и доцентов лицея, исследования по теории и истории права, в которых юридические проблемы связывались с вопросами социально-политическими.
«Временник» помещал оригинальные и переводные произведения. Многие работы представляли собой монографии в 300—400 стр. В их числе: Н. Н. Ворошилов «Критический обзор учения о разделении власти» (1872 год, книга 1); Т. М. Яблочков «Влияние вины потерпевшего на размер возмещаемых ему убытков» (1910 год, книга 101); Г. С. Фельдштейн «Главные течения в истории науки уголовного права в России» (1910 год, книга 102) и другие.
В книге 40 помещено оглавление первых сорока книг «Временника», в книге 56 — с 1 по 55-ю. В 100-й книге приводится содержание всех вышедших к этому моменту выпусков «Временника». «Содержание первых ста книг „Временника Демидовского юридического лицея (1872—1910)“» также вышло отдельным изданием.